# Aliona Moon
Aliona Moon, född Aliona Munteanu den 25 maj 1989 i Chișinău, är en moldavisk sångerska. Moon representerade Moldavien i Eurovision Song Contest 2013 i Malmö i Sverige med låten "O mie".

## Biografi
Munteanu föddes 1989 i Chișinău i dåvarande Moldaviska SSR. 2010 slutade hon trea i musikprogrammet Star Factory i Moldavien. 2011 vann hon musikfestivalen Dan Spataru i Rumänien. 

### Eurovision 2012
År 2012 var hon med som en av bakgrundssångarna till Pavel Parfenis (Pasha Parfeny) bidrag "Lăutar" i Eurovision Song Contest 2012. De tog sig vidare från semifinalen och nådde i finalen en 11:e plats, vilket är ett av Moldaviens bättre resultat i tävlingen.

### Eurovision 2013
2013 ställde Moon upp i den moldaviska uttagningen till Eurovision Song Contest 2013, O melodie pentru Europa 2013, med låten "A Million". Låten är skriven av Yuliana Scutari och Serghei Legheida med musik av Pavel Parfeni. Hon framförde sitt bidrag i den första semifinalen, som gick av stapeln den 12 mars 2013. Via den tog hon sig till finalen den 16 mars 2013, som hon vann efter att ha fått 10 poäng av folket och 12 av juryn.
Även en version av "A Million" på rumänska släpptes, med titeln "O mie". Den 18 mars meddelade man att Moon skulle framföra den rumänska versionen av låten vid Eurovision i Malmö. I Eurovision Song Contest tävlade låten i den första semifinalen 14 maj, där den gick vidare till finalen som hölls 18 maj. I finalen hamnade O mie på 11:e plats av 26.